# Hymn Krymu
Hymn Republiki Autonomicznej Krymu (ukr. Гімн Автономної Республіки Крим, ros. Гимн Автономной Республики Крым, krymskotatarski Qırım Muhtar Cumhuriyetiniñ Gimni) – oficjalny hymn Republiki Autonomicznej Krymu i Republiki Krymu.
Autorką tekstu jest Olga Hołubiewa, muzykę skomponował Alemdar Karamanow. Hymn został przyjęty 26 lutego 1992.
| Tekst rosyjski | Tłumaczenie |
| --- | --- |
| Нивы и горы твои волшебны, Родина, Солнце и море твои целебны, Родина. Эту землю мы сохраним И внукам оставим цветущий, как сад, Крым, Цветущий, как сад, Крым! Зори свободы тебя согрели, Родина, Братья-народы тебя воспели, Родина. Эту землю мы сохраним И вместе, крымчане, прославим в веках Крым, Прославим в веках Крым! Славься, Крым! | Niwy i góry twoje są magiczne, Ojczyzno, Słońce i morze twoje są lecznicze, Ojczyzno. Tę ziemię zachowamy I wnukom zostawimy kwitnący, niby ogród, Krym, kwitnący, niby ogród, Krym! Jutrzenki wolności cię rozgrzewały, Ojczyzno, Bratnie narody w pieśniach cię utrwalały, Ojczyzno. Tę ziemię zachowamy I razem, krymianie, wychwalimy Krym na wieki, wychwalimy Krym na wieki! Bądź pochwalon, Krym! |